# 金山街道 (丽江市)
金山街道，是中华人民共和国云南省丽江市古城区下辖的一个街道办事处。
2013年10月20日，云南省人民政府批复同意撤销金山白族乡；2013年12月23日，丽江市人民政府批复同意设立金山、开南、文化三个街道办事处。

## 行政区划
金山街道下辖以下地区：
金山村、新团村和东元村。

## 文物保护单位
| 和万宝故居 | 2011 | 近现代重要史迹及代表性建筑 | 1980年                 | 古城区金山街道贵峰村委会大来下村   |  |
| 东山庙遗址 | 2011 | 古建筑                     | 明、清                 | 古城区金山街道新团村委会下存仁小组 |  |
| 东元迎恩桥 | 2011 | 古建筑                     | 明嘉靖三十年（1551年） | 古城区金山街道东元村委会东元自然村 |  |
| 李耀箕墓   | 2011 | 近现代重要史迹及代表性建筑 | 民国二十八年（1939年） | 古城区金山街道良美村委会达瓦自然村 |  |
| 金山魁星阁 | 2011 | 古建筑                     | 明弘治二年（1489年）   | 古城区金山街道金山村委会开文自然村 |  |